# Sé (Angra do Heroísmo)
Sé (IPA: [sɛ]) is een plaats (freguesia) in de Portugese gemeente Angra do Heroísmo en telt 1200 inwoners (2001). De plaats ligt op het eiland Terceira, onderdeel van de Azoren.